# Klotputten
De Klotputten is een klein natuurgebied aan de Dommel nabij het Eindhovense stadsdeel Gestel. 

## Ligging
Het gebied ligt tussen de snelwegen A2 en A67, de High Tech Campus Eindhoven en de Eindhovense wijken Hanevoet en Ooievaarsnest. Vroeger lag het ver buiten de stad, maar nu is het meer en meer door bedrijventerreinen en wegen ingesloten geraakt.
De Klotputten is een waterwingebied van het waterleidingbedrijf Brabant Water. Dit heeft binnen het terrein een achttal diepe winputten. 

## Natuur

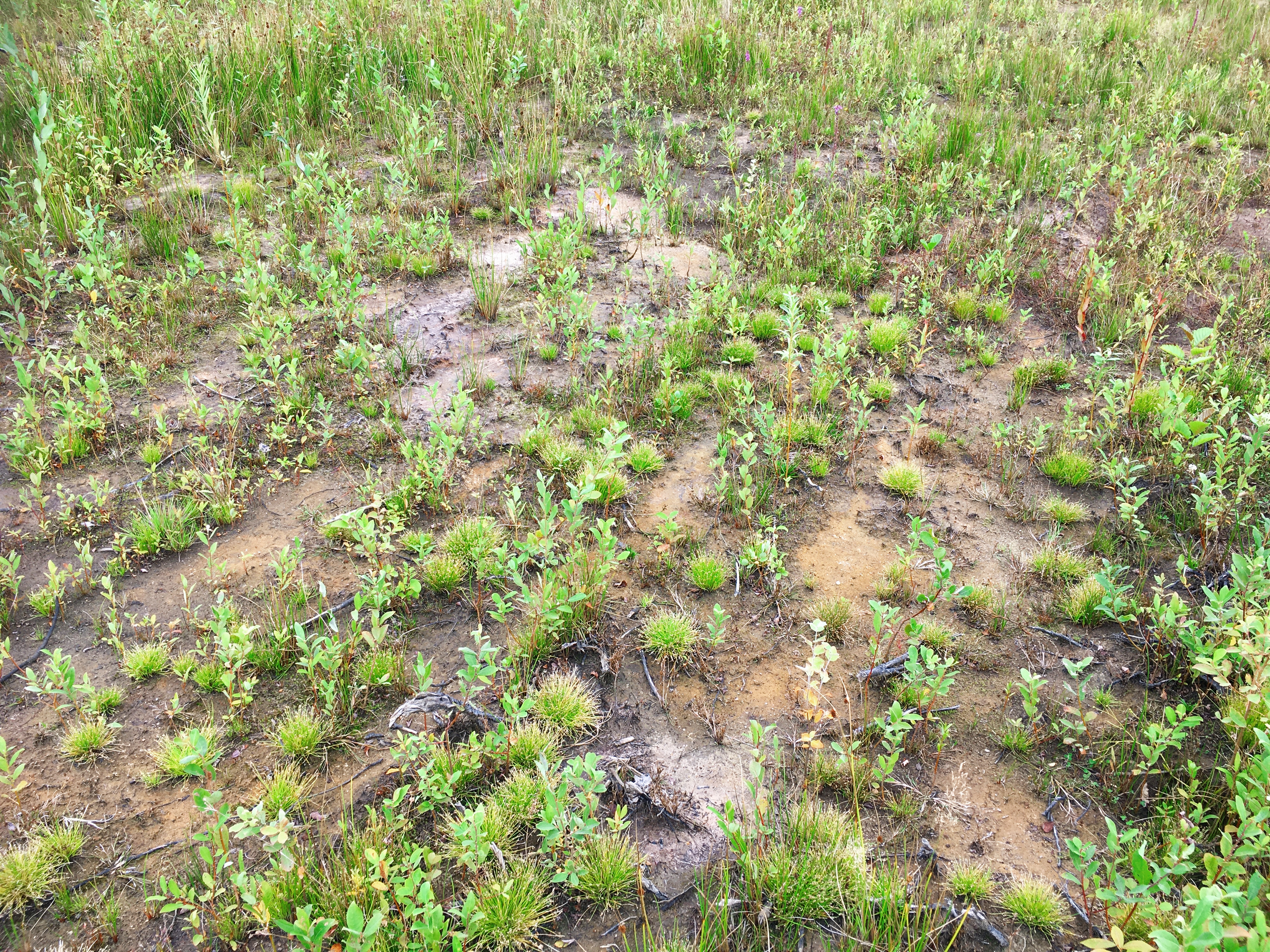
Een plagplek met inslagvegetatie van het dwergbiezen-verbond, hier met veel borstelbies.

Een deel van de Klotputten is ingericht als een wandelpark met een grote recreatieplas en een gevarieerd en vogelrijk loofbos. Verder liggen er natte hooilandjes met o.a. pinksterbloem, rietruigten en amfibieënpoelen. Door een drassig gedeelte is een 'laarzenpad' aangelegd. Men heeft in 2008 een stuk hermeandering uitgevoerd om de rechtgestrokken Dommel weer een natuurlijker aanzien te geven. 

## Naam
De naam Klotputten suggereert dat ter plekke vroeger klotputten waren waar klot (turf) werd gedolven. 

## Afbeeldingen

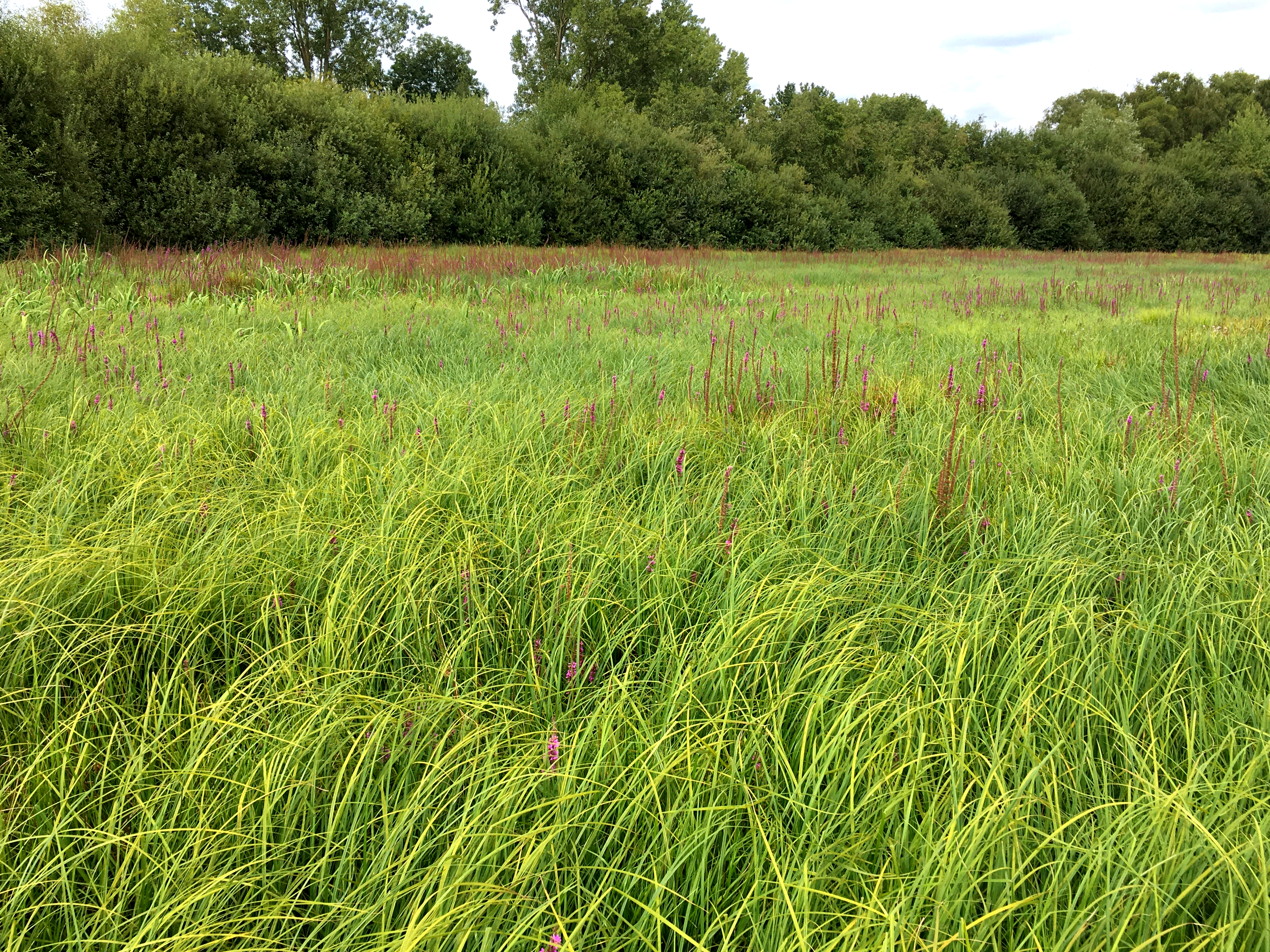
Zicht op een moeras van de associatie van scherpe zegge
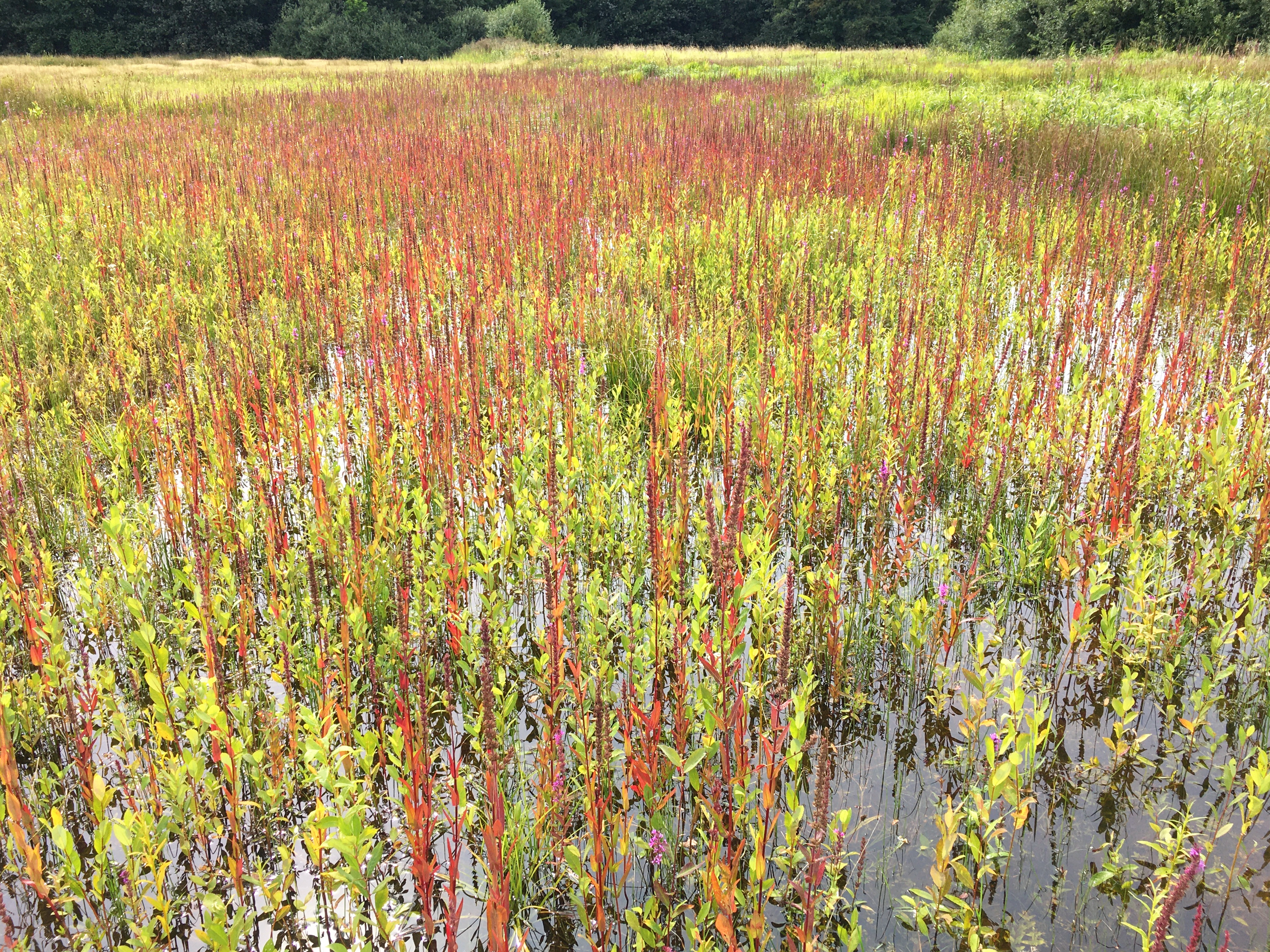
Zicht op een kleurrijk moeras vol met grote kattenstaart